# Morad Zitouny
Morad Zitouny (ur. 25 lipca 1977) – marokański piłkarz, grający jako defensywny pomocnik. Od 2016 roku wolny gracz.

## Klub

### Początki
Zaczynał karierę w JS Massira, gdzie grał do 2009 roku.

### FUS Rabat
1 lipca 2009 roku został zawodnikiem FUS Rabat.
W sezonie 2011/2012 (pierwszym w bazie Transfermarkt) zagrał 15 meczów.

### Kawkab Marrakesz
1 lipca 2012 roku został zawodnikiem Kawkabu Marrakesz.
W sezonie 2013/2014 zagrał 27 meczów.
W sezonie 2014/2015 rozegrał 23 mecze i strzelił jedną bramkę.
W swoim ostatnim sezonie rozegrał 11 spotkań.
Od 1 lipca 2016 roku jest wolnym graczem.